# Laatste vlucht van KNILM PK-AFV

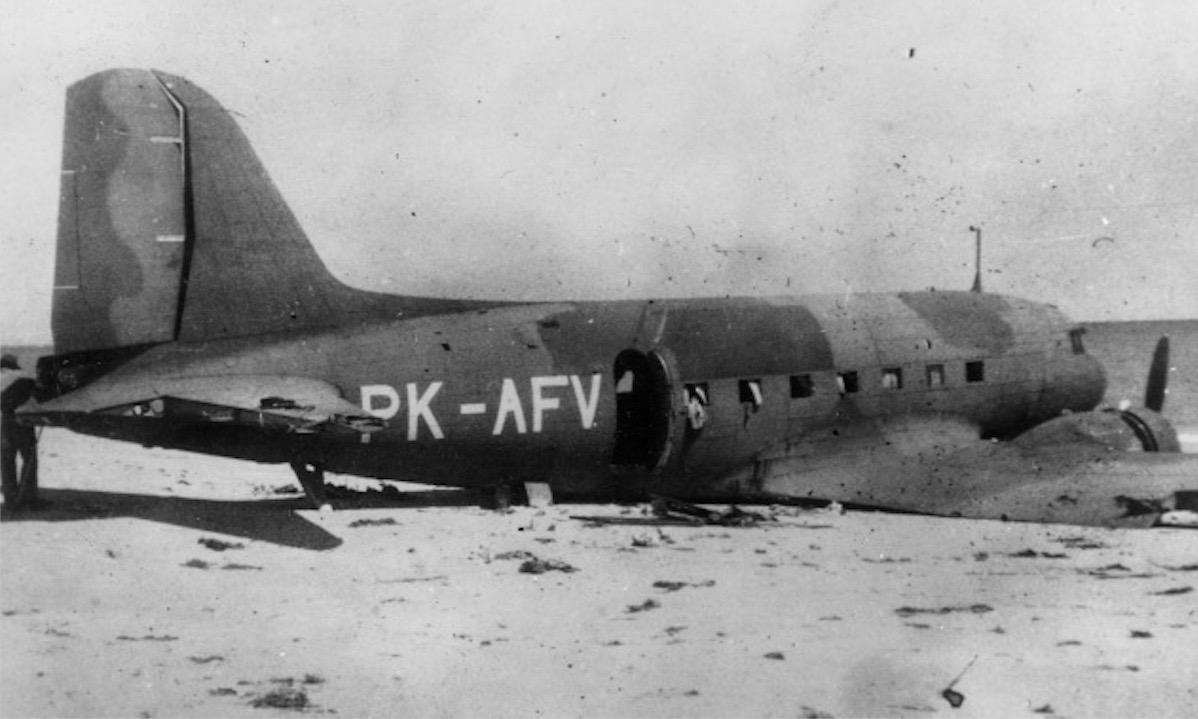
Het wrak van de PK-AFV

Op 3 maart 1942 werd een Douglas DC-3, een KLM-vliegtuig met vliegtuigregistratie PK-AFV van de KNILM, boven een strand in West Australië aangevallen door drie Mitsubishi A6M Zero's van de Japanse Keizerlijke Marineluchtmacht. Bij de aanval kwamen uiteindelijk vier passagiers om. Het toestel werd genoodzaakt een noodlanding te maken op het strand van Carnot Bay, ongeveer 80 km noordelijk van Broome (West-Australië). Een waardevolle vracht diamanten, destijds ter waarde van ongeveer 150.000-300.000 Australische ponden, equivalent 9,5-19 miljoen Australische dollars in 2010, werd vermist. Er wordt algemeen aangenomen dat de diamanten zijn gestolen na de landing. Er is echter nooit iemand voor veroordeeld.

## Achtergrond

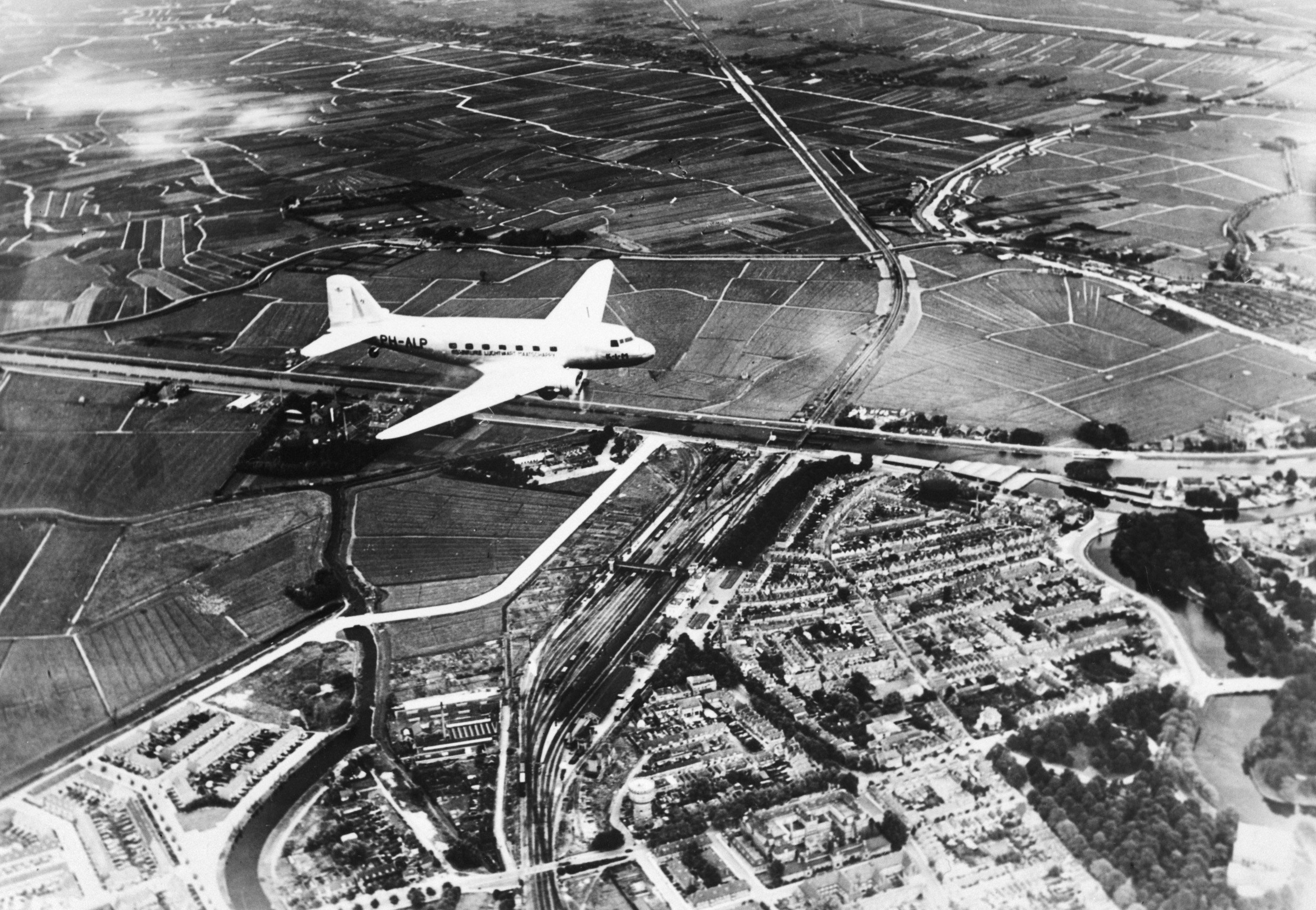
De DC-3 Pelikaan boven Alkmaar

De DC-3 was, sinds hij nieuw was aangekocht door KLM in 1937, geregistreerd als PH-ALP Pelikaan. Op 10 mei 1940, toen Nederland werd binnengevallen door de Duitsers, was het vliegtuig voor KLM onderweg naar Indonesië. Het werd vervolgens bij de KNILM ondergebracht (met de KLM-bemanning) en kreeg de registratie PK-AFV.
Op 3 maart 1942 was de PK-AFV met KLM-gezagvoerder Iwan Smirnoff, tweede vlieger Jo Hoffman, marconist Jo Muller en boordwerktuigkundige J.F.M. Blaauw onderweg van Bandung (Indonesië) naar Broome. Er waren acht passagiers aan boord, waaronder vijf luchtmacht- en marinevliegers (Pieter Cramerus, G.D. Brinkman, Leon Vanderburg, Daan Hendrikz en H.M. Gerrits). De drie civiele passagiers waren Maria van Tuyn met haar baby en de boordwerktuigkundige in opleiding H. van Romondt. De passagiers waren op de vlucht voor de Japanse invasie.

## Aanval
Rond 09:00 lokale tijd, toen het toestel Broome naderde, werd het aangevallen door drie Mitsubishi A6M Zero-jagers geleid door de Japanse 'Ace' Zenjiro Miyano. Deze gevechtsvliegtuigen kwamen terug van de aanval op de stad Broome eerder die dag en waren op de terugvlucht naar hun basis op Timor. Smirnoff volgde de kustlijn richting Broome. De Japanse toestellen doken vanaf hun hogere kruishoogte op de DC-3 en raakten een aantal keren de linkerzijde van het toestel. De linker motor vloog in brand en Smirnoff raakte gewond aan zijn arm en heup.
Smirnoff wist het toestel in een steile spiraal naar beneden te krijgen en maakte een crashlanding, met het landingsgestel uitgeklapt, op het strand. Deze manoeuvre is later veel besproken in de interviews van Smirnoff door de kranten en in 1944 door BBC Radio. Smirnoff zei dat hij verrast was dat het landingsgestel nog naar buiten kwam. Toen het vliegtuig na de landing aan het uitrollen was werd het rechter wiel door een kogel geraakt en daardoor werd het vliegtuig abrupt met een bocht naar rechts de branding ingestuurd. Door het water werd het vuur in de rechter motor gedoofd. Dit verloop is consistent met de getuigenissen van de overlevende passagiers.
Toen de Japanners het toestel in het water aanvielen werden Maria van Tuyn, haar kind van 12 maanden Johannes van Tuyn, Dann Hendrikz en J.F.N. Blaauw dodelijk getroffen. Onder de overlevenden waren zwaargewonden. De volgende dag werden, terwijl men op redding wachtte, nog twee bommen gegooid door een Kawanishi H6K watervliegtuig, en wat later volgden nog twee bommen. Door deze laatste acties werden geen verwondingen of verdere schade aangericht. De overlevenden werden, na zes dagen te hebben doorgebracht op het strand, gered.